# John Bourke (1er comte de Mayo)
John Bourke, 1er comte de Mayo (vers 1705 – 1790) est un homme politique et pair irlandais.

## Biographie
Il est le fils de Richard Bourke et de Catherine Minchin. Il descend de nobles gaéliques et partage un ancêtre commun avec Tibbot ne Long Bourke, 1er vicomte Mayo. Il fait ses études au Trinity College de Dublin. En 1727, il est élu député de Naas, représentant le siège à la Chambre des communes irlandaise jusqu'en 1760. Entre 1761 et 1768, il est député d'Old Leighlin. Il est réélu pour Naas en 1768 et occupe le siège jusqu'à son élévation à la pairie en 1776. Cette année-là est créé baron Naas, de Naas dans le comté de Kildare, dans la pairie d'Irlande. Il prend son siège à la Chambre des lords irlandaise et, le 13 janvier 1781, il est nommé vicomte Mayo, titre auparavant détenu par ses lointaines parents. Le 24 juin 1785, Bourke est nommé comte de Mayo.
Bourke épouse Mary Deane, fille de Joseph Deane et Margaret Boyle, en 1726. Ensemble, ils ont trois enfants. La circonscription de Naas est également représentée par le fils et le petit-fils de Bourke, les deuxième et quatrième comtes.